# Kampfpreisunterbietung
Als Kampfpreisunterbietung (englisch: predatory pricing) bezeichnet man eine Preisgestaltung, deren Ziel es ist, Konkurrenten aus einem Markt zu verdrängen oder für Mitbewerber unüberwindbare Marktzutrittsschranken zu schaffen.

## Allgemeines
Niedrige Verkaufspreise (auch solche unter Einstandspreis) können eine Vielzahl von kaufmännisch vernünftigen und nicht unbilligen Gründen haben: Absatzkrisen, Wiederbelebung eines Marktes, Lagerschwierigkeiten etc. Problematisch werden niedrige Verkaufspreise jedoch, wenn sie gezielt dazu eingesetzt werden, um einen Konkurrenten zu unterbieten und ihn so aus dem Markt zu verdrängen. Die Erscheinungsformen solcher Preisgestaltungen sind vielfältig, ihnen ist jedoch gemein, dass Unternehmen durch ihre Preisunterbietungen auch erhebliche Verluste in Kauf nehmen. Da Kampfpreisstrategien somit nur erfolgreich sein können, wenn das einsetzende Unternehmen wesentlich finanzstärker als die Konkurrenz ist und zudem die Aussicht hat, die Verluste nach Verdrängung der Mitbewerber wieder zu erwirtschaften, wurde teils bestritten, dass Unternehmen überhaupt allzu geneigt seien, dieses Mittel einzusetzen.

## Situation in Deutschland
Der „Kampfpreis“ an sich ist rechtlich nicht ohne Weiteres zu beanstanden.

### Kartellrecht
Die Kampfpreisunterbietung kommt als Fallgruppe eher selten in der deutschen und europäischen Kartellrechtsprechung vor. Sie kann gemäß Art. 102 AEUV bzw. § 19/§ 20 GWB als Behinderungsmissbrauch verboten sein, Normadressaten sind dabei marktbeherrschende Unternehmen nach § 19 GWB oder Unternehmen mit relativer oder überlegener Marktmacht nach § 20 GWB. Als Leitentscheidung ist hier das AKZO-Urteil zu nennen, in dem der EuGH die Frage, ob eine noch zulässige Preisgestaltung oder schon eine Kampfpreisunterbietung vorliegt, anhand der für das Unternehmen entstehenden Kosten beantwortet. Unterschreitet es dabei seine variablen Kosten (d. h. die Kosten, die je nach den produzierten Mengen variieren), so ist dies grundsätzlich missbräuchlich. Werden nur die totalen Durchschnittskosten (Fixkosten plus variable Kosten) unterschritten, so muss zusätzlich noch die Verdrängungsabsicht dazutreten.
Diese Praxis ist im Schrifttum nicht unumstritten. Die Kosten eines Unternehmens lassen sich nämlich nicht immer genau ermitteln und sind zudem leicht zu manipulieren, sodass von manchen ein stärkeres Abstellen auf subjektive Kriterien gefordert wird.

### Lauterkeitsrecht
Auch auf der Ebene des Lauterkeitsrechts kann sich eine Niedrigpreispolitik als unzulässig herausstellen (Benrather Tankstellenfall). Zentraler Anknüpfungspunkt ist heute § 4 Nr. 10 UWG. Unlauter ist auch hier die Preisunterbietung mit Verdrängungsabsicht. Sie kann jedoch als Abwehrmaßnahme zulässig sein, sofern davon keine unbeteiligten Dritten betroffen und ihrer Existenz gefährdet werden.